# سيباستيان يوهانسون
سيباستيان يوهانسون (بالسويدية: Sebastian Johansson)‏ (4 سبتمبر 1980 السويد السويد - ) هو لاعب كرة قدم سويدي يلعب كلاعب وسط.

## روابط خارجية
- سيباستيان يوهانسون على موقع اتحاد السويد (السويدية)
- سيباستيان يوهانسون على موقع قاعدة بيانات كرة القدم.إي يو (الإنجليزية)